# МАЗ-215
МАЗ-215 — белорусский городской сочленённый низкопольный автобус особо большой вместимости производства Минского автомобильного завода, разработанный в 2011 году и серийно выпускающийся с 2013 по 2022 год. Предназначен для крупных городов с интенсивным и сверхинтенсивным пассажиропотоками. Является развитием модели МАЗ-205. Построено не менее 562 машин.

## Конструкция
Автобус — полностью низкопольный. Одним из отличий от модели МАЗ-205 является наличие пяти дверей с девятью створками для пассажиров (в наиболее распространённой комплектации 215.069) вместо четырёх дверей. Количество мест для сидения — 38 (существуют варианты на 38, 39 и 40 мест), номинальная вместимость — 170 или 183 человека.
Конструктивным отличием от модели МАЗ-205 является использование другой компоновки двигателя в передней части салона, из-за чего на крыше передней части автобуса появился небольшой «горб», куда вынесена часть оборудования. Детали облицовки кузова выполнены из оцинкованной стали, алюминиевых и стеклопластиковых панелей. На автобус устанавливается дизельный двигатель Mercedes-Benz OM926LA с турбонаддувом и охлаждением наддувочного воздуха экологического стандарта Евро-5. Коробка передач — автоматическая ZF EcoLife 6AP1400B. Нагрузка на переднюю ось — 7000 кг, на среднюю — 11 500 кг, на заднюю — 9500 кг. Полная масса — 28 000 кг, порожняя масса в снаряжённом состоянии — 16 600 кг. База — 5800x6862 мм. Подвеска всех осей зависимая, пневматическая, двухбалонная. Шины 275/70R22.5. Габаритный радиус поворота — не более 12,5 м. По ряду узлов и агрегатов автобус унифицирован с МАЗ-203 и другими автобусами второго поколения. Максимальная кинематическая скорость — 96 км/ч. Ресурс пробега до первого капитального ремонта (в I категории условий эксплуатации) — не менее 600 000 км, ресурс двигателя — более 1 500 000 км.

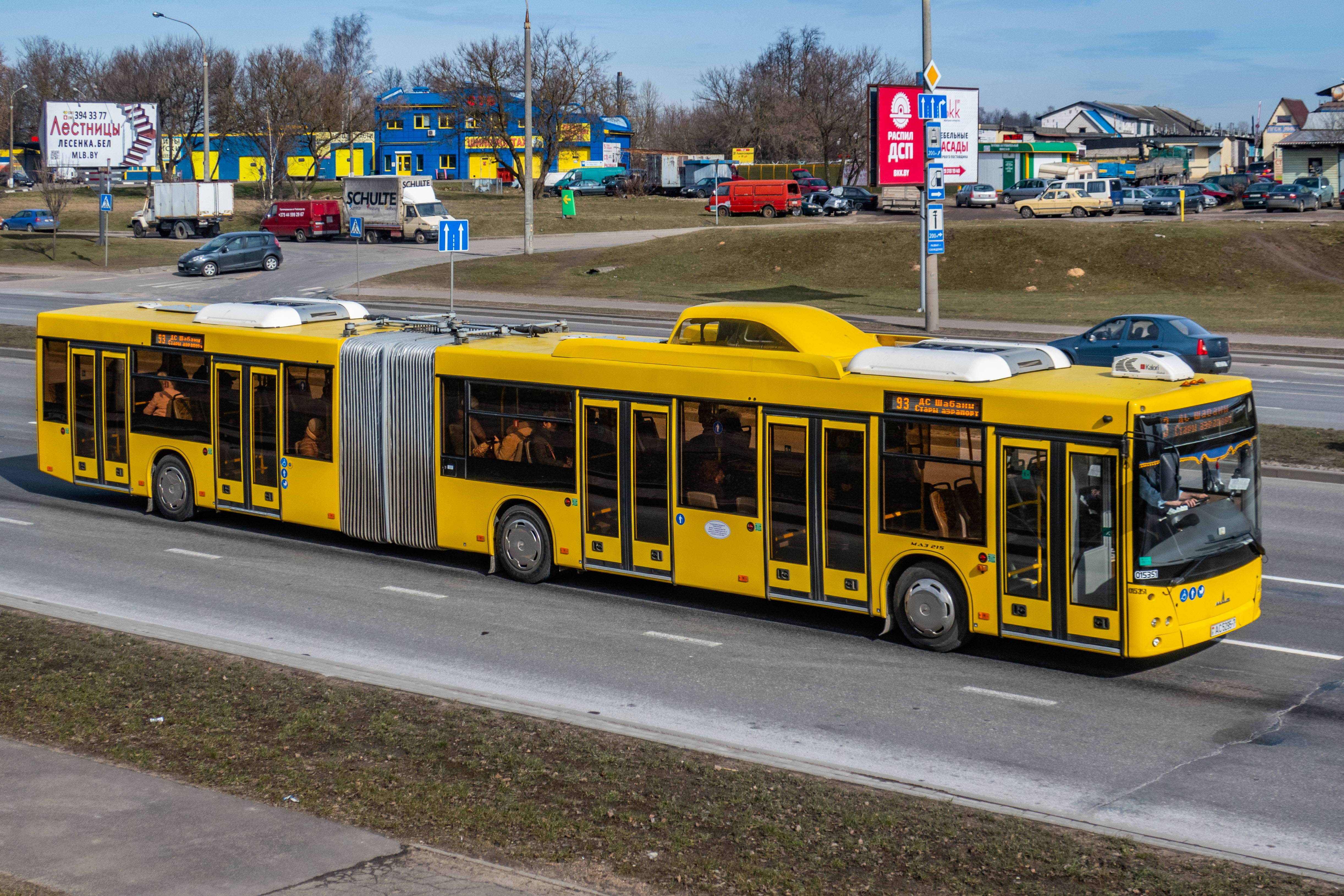
Автобус в пятидверной модификации в Минске. На крыше видны «горб» и системы кондиционирования

Существуют две комплектации — 215.069 и 215.169 — с различным количеством дверей (4 и 5) и четырьмя вариантами расположения сидений в салоне. На основе автобуса был разработан троллейбус МАЗ-215Т. Впоследствии на МАЗе была разработана модель с толкающим расположением двигателя (в прицепе) МАЗ-216.
| Название    | КПП         | Годы выпуска | Примечание         |
| ----------- | ----------- | ------------ | ------------------ |
| МАЗ-215.067 | ZF 6AP1400B | 2015         | первая модификация |
| МАЗ-215.069 | ZF 6AP1400B | 2014—2022    | основная           |
| МАЗ-215.169 | ZF 6AP1400B | 2013—2014    | 4 двери            |
| МАЗ-215.М69 | ZF 6HP604C  | 2016         |                    |

## Эксплуатация
Автобус в пятидверной комплектации широко используется в Минске и Гомеле, несколько машин эксплуатируется в Барановичах, Бобруйске, Бресте, Пинске, Новополоцке. Партии автобусов экспортировались в автопарки Монголии (20 автобусов модели 215.067 в Улан-Баторе), России (Санкт-Петербург, Березники), Сербии (модель 215.М69, Белград), Украины (Киев, Одесса, с осени 2019 года — Мариуполь эксплуатируются всего 2 штуки из 15, большая часть уничтожены в результате боевых действий). В сентябре 2021 на линии Гродно вышел МАЗ-215.069.